# Arquidiocese de Katowice
A Arquidiocese de Katowice (Archidiœcesis Katovicensis) é uma circunscrição eclesiástica da Igreja Católica situada em Katowice, Polônia. Sua Sé é a Catedral do Cristo Rei.
Possui 322 paróquias servidas por 1078 padres, abrangendo uma população de 1 493 200 habitantes, com 95,1% da dessa população jurisdicionada batizada (1 420 000 católicos).

## História
A administração apostólica da Silésia Superior foi erigida em 17 de dezembro de 1922, pelo decreto Sanctissimus Dominus Noster da Congregação de Negócios Eclesiásticos Extraordinários, recebendo seu território da Diocese de Breslávia.
Foi elevada a categoria de diocese em 28 de outubro de 1925 com a bula Vixdum Poloniae unitas do papa Pio XI, sendo sufragânea da Arquidiocese de Cracóvia.
Em 25 de março de 1992, como parte da reorganização das dioceses polonesas desejada pelo Papa João Paulo II com a bula Totus tuus Poloniæ populus, cedeu outras partes de território para a ereção das dioceses de Bielsko-Żywiec e de Gliwice, ao tempo que é elevada à dignidade de arquidiocese metropolitana..
Em 20 de junho de 1983 e 16 de junho de 1999 recebeu a visita apostólica do Papa João Paulo II.

## Prelados
|                          | Nome                        | Período    | Notas                                    |
| Arcebispos               | Arcebispos                  | Arcebispos | Arcebispos                               |
| ------------------------ | --------------------------- | ---------- | ---------------------------------------- |
| 3º                       | Adrian Józef Galbas, S.A.C. | 2023-2024  | Nomeado Arcebispo de Varsóvia            |
| 2º                       | Wiktor Paweł Skworc         | 2011-2023  | Arcebispo emérito                        |
| 1º                       | Damian Zimoń                | 1992-2011  | Arcebispo emérito                        |
| Arcebispo coadjutor      |                             |            |                                          |
|                          | Adrian Józef Galbas, S.A.C. | 2021-2023  |                                          |
| Bispo                    |                             |            |                                          |
| 5º                       | Damian Zimoń                | 1985-1992  | Elevado à Arcebispo                      |
| 4º                       | Herbert Bednorz             | 1967-1983  |                                          |
| 3º                       | Stanisław Adamski           | 1930-1967  |                                          |
| 2º                       | Arkadiusz Lisiecki          | 1926-1930  |                                          |
| 1º                       | August Józef Hlond, S.D.B.  | 1925-1926  | Nomeado Arcebispo de Gniezno e Poznań    |
| Bispo coadjutor          |                             |            |                                          |
|                          | Herbert Bednorz             | 1950-1967  |                                          |
| Bispos auxiliares        |                             |            |                                          |
|                          | Grzegorz Olszowski          | 2018-      | Atual                                    |
|                          | Marek Szkudło               | 2014-      | Atual                                    |
|                          | Adam Wodarczyk              | 2014-      | Atual                                    |
|                          | Józef Piotr Kupny           | 2005-2013  | Nomeado Arcebispo de Wrocław             |
|                          | Piotr Libera                | 1996-2007  | Nomeado Bispo de Płock                   |
|                          | Gerard Bernacki             | 1988-2012  |                                          |
|                          | Janusz Edmund Zimniak       | 1980-1992  | Nomeado Bispo auxiliar de Bielsko-Żywiec |
|                          | Czeslaw Domin               | 1970-1992  | Nomeado Bispo de Koszalin-Kołobrzeg      |
|                          | Józef Benedykt Kurpas       | 1962-1991  |                                          |
|                          | Juliusz Bieniek             | 1937-1978  |                                          |
|                          | Teofil Bromboszcz           | 1934-1937  |                                          |
| Administrador apostólico |                             |            |                                          |
|                          | Marek Szkudło               | 2024-      | Bispo auxiliar                           |